# حسین قرچانلو
حسین قرچانلو (زاده ۱۳۱۹ - ۳۰ بهمن ۱۳۹۷) مترجم، تاریخدان و نویسنده ایرانی بود. وی سابقه تدریس در دانشکده الهیات و معارف دانشگاه تهران، دانشگاه آزاد اسلامی، بنیاد دایرةالمعارف اسلامی، دانشگاه تربیت مدرس را داشته و از نویسندگان دانشنامه تشیع و دانشنامه جهان اسلام بوده است.
وی در ۲۰ بهمن ۱۳۹۷ درگذشت.

## تالیفات
- حرمین شریفین: تاریخ مکه و مدینه، انتشارات امیرکبیر، ۱۳۶۲.
- تاریخ اسلام، انتشارات پیام نور، ۲ جلد، جلد اول: ۱۳۷۵؛ جلد دوم: ۱۳۷۶.
- جغرافیای تاریخی کشورهای اسلامی، ۲ جلد، تهران: سمت، جلد اول: ۱۳۸۰؛ جلد دوم: ۱۳۸۲.

### ترجمه
- الاعلاق النفسیه، ابن رسته، انتشارات امیرکبیر، ۱۳۶۵.
- المسالک و الممالک، ابن خرداذ به، انتشارات نشر نو، ۱۳۷۰.
- نُبِذَ من کتاب الخراج و صنعه الکتابه، قدامه بن جعفر، انتشارات البرز، ۱۳۷۰.
- عجایب الاقالیم السبعه، سهراب، انتشارات سوره، ۱۳۷۵.
- کتاب الجغرافیه، ابوبکر زهری اندلسی، انتشارات وزارت ارشاد اسلامی، ۱۳۸۵.
- اخبار الصین و الهند، ابوزید سیرافی، انتشارات اساطیر، ۱۳۸۲.
- تاریخ میّافارقین «دیار بکر»، ابن ازرق فارقی، انتشارات جهاد دانشگاهی، ۱۳۸۶.
- صفه المغرب و ارض السودان، شریف ادریسی، زیر چاپ پژوهشکده تاریخ اسلام.
- المغرب فی ذکر بلاد افریقیه و المغرب، ابوعبید بکری، قرارداد چاپ با پژوهشکده تاریخ اسلام.
- اوضح المسالک، ابن سیاهی‌زاده، ترجمه برای پژوهشکده تاریخ اسلام.
- جنی الازهار من الروض المعطار، مقریزی، ترجمه و تحشیه برای انجمن تاریخ.

### مقالات
- جغرافیای تاریخی ایلام، در بررسی‌ها، دانشکده الهیات و معارف اسلامی
- جغرافیای تاریخی ورامین، در بررسی‌های تاریخی، ارتش، شماره ۵، سال ششم.
- سفالینه‌های ری: در بررسی‌های تاریخی، ارتش، شماره ۶، سال ششم.
- جغرافیای تاریخی اصطخر، در بررسی‌های تاریخی، ارتش، شماره ۷، سال سیزدهم.
- نزدیک به صد مقاله جغرافیای تاریخی و امامزاده‌ها در دائرةالمعارف تشیع.
- حدود پنجاه مقاله جغرافیای تاریخی در بنیاد دائرةالمعارف بزرگ اسلام.
- حدود هشت مقاله جغرافیای تاریخی در دائرةالمعارف بزرگ اسلام.
- حدود سی مقاله دربارهٔ امامزاده‌ها در مجله انگلیسی‌زبان محجوبه
- حدود سی مقاله دربارهٔ امامزاده‌ها در مجله زائر وابسته به آستان قدس رضوی
- حدود سه یا چهار مقاله دربارهٔ امامزاده‌ها در مجله میراث جاویدان اداره اوقاف
- یک یا دو مقاله در مجلات: دانشمند و کوهسار
- یک مقاله در مجله تاریخ اسلام قم
- یک مقاله دمشترک با دانشجو در فصلنامه تاریخ اسلام

## نشان‌ها و جوایز
- نشان ۲ فرهنگ برای شاگرد ممتاز بودن در فوق لیسانس.
- نشان ۲ فرهنگ برای شاگرد ممتاز بودن در دکترا.
- دریافت جایزه کتاب سال جمهوری اسلامی ایران برای ترجمۀ کتاب اعلاق النفیسه در سال ۱۳۶۵.
- دریافت جایزه برای جلد اول کتاب جغرافیای تاریخی کشورهای اسلامی در سال ۱۳۸۰.